# Acacia malacocephala
Acacia malacocephala är en ärtväxtart som beskrevs av Hermann August Theodor Harms. Acacia malacocephala ingår i släktet akacior, och familjen ärtväxter. Inga underarter finns listade i Catalogue of Life.